# Ein russischer Sommer
Ein russischer Sommer ist die Verfilmung eines biografischen Romans des US-amerikanischen Schriftstellers Jay Parini über das letzte Lebensjahr Leo Tolstois. Der Film wurde unter der Regie des US-amerikanischen Regisseurs Michael Hoffman unter anderem in Deutschland gedreht und 2009 veröffentlicht. Offizieller deutscher Kinostart war der 28. Januar 2010.

## Handlung
Russland, 1910: In seinem letzten Lebensjahr verbringt Leo Tolstoi den Sommer mit seiner Frau Sofia und einigen der gemeinsamen Kinder auf ihrem Landgut Jasnaja Poljana. Als Sofia erfährt, dass Tolstoi die Rechte an seinem Werk dem russischen Volk vermachen möchte, beginnt ein hochemotionaler Konflikt zwischen beiden: Die temperamentvolle Sofia sieht sich und die Kinder als die rechtmäßigen Erben und Verwalter von Tolstois Werk und versucht mit allen Mitteln, ihn von seinem utopistischen Plan abzubringen und die Zukunft der Familie zu sichern. Der geradezu fanatische „Tolstoianer“ und Adlatus Wladimir Tschertkow wiederum bestärkt Tolstois Idealismus.
Während das alte Paar sich in Liebe streitet, findet sich auch ein junges: Der junge Dichter Bulgakow, neuer Sekretär und Schüler Tolstois, findet Gefallen an Mascha, einer unerschrockenen jungen Verehrerin Tolstois. Bulgakow ist den Versuchen Tschertkows und Sofias ausgesetzt, ihn im Konflikt um das Werk Tolstois auf ihre Seite zu ziehen, und auch Tochter Sascha, neuerdings Vertraute ihres Vaters, heizt den Konflikt um den Nachlass des Vaters an.
Der erbitterte Streit zwischen den Liebenden treibt Tolstoi schlussendlich in die Flucht und damit in eine Krankheit, von der er sich nicht wieder erholt. Ein Bahnhof wird für ihn zur „letzten Station“, an der sich auch die beiden Liebesgeschichten noch einmal verbinden.

## Produktion

### Buchvorlage und Adaption
Die Vorlage für den Film lieferte der 1990 erschienene biografische Roman Tolstois letztes Jahr (Originaltitel: The Last Station: A Novel of Tolstoi's Last Year) von Jay Parini. Der Schriftsteller und Journalist Parini bezog die Grundlage seines Werks aus Briefen und Tagebucheinträgen von Freunden und Familienmitgliedern Tolstois. Die sechs verschiedenen Ich-Erzähler-Perspektiven des Romans verarbeitete Regisseur und Drehbuchschreiber Hoffman dann in eine durchgängige Filmperspektive. Er nahm auch einige kleinere Änderungen der Geschichte vor, so dass sich am Ende des Films beide Liebesgeschichten noch einmal kreuzen.

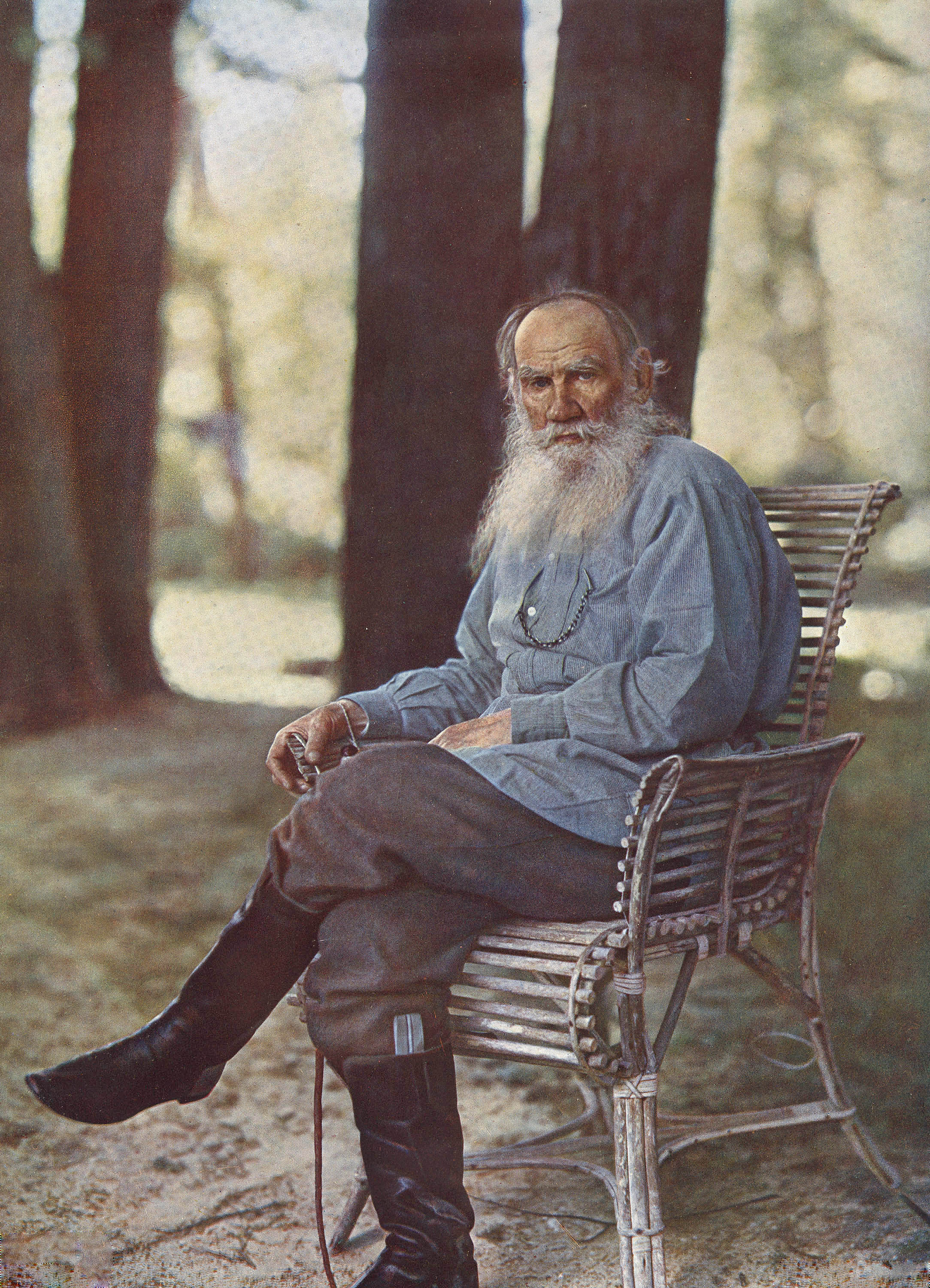
L. N. Tolstoi

### Besetzung und Crew
Helen Mirren und Christopher Plummer spielen das Ehepaar Tolstoi. Zunächst vorgesehen waren als Besetzung Meryl Streep und Anthony Hopkins, die jedoch aus terminlichen Gründen nicht zusagen konnten. Der Schotte James McAvoy und Kerry Condon spielen das junge Pärchen, das sich im Windschatten Tolstois findet, Paul Giamatti wurde für die Rolle von Tolstois Gefolgsmann Tschertkow besetzt. Die britische Schauspielerin Anne-Marie Duff, welche die Tochter Sascha Tolstoi spielt, und James McAvoy sind seit einigen Jahren miteinander verheiratet.
Die Szenenbildnerin des Films, Patrizia von Brandenstein, war 1985 für ihre Arbeit an dem Mozart-Film Amadeus mit einem Oscar ausgezeichnet worden.

### Dreharbeiten
Die Dreharbeiten für den Film fanden von April 2008 an für mehrere Monate vornehmlich in den Bundesländern Brandenburg, Sachsen-Anhalt, Thüringen und Sachsen statt. So wurde unter anderem in und um Pretzsch (Sachsen-Anhalt) gedreht, dessen Bahnhof auch als Endpunkt der Reise Tolstois fungierte. Dass die Wahl bei den Drehorten auf Deutschland fiel, war eine Bedingung der finanziellen Förderung durch die deutschen Geldgeber. Die gewählten Orte ähnelten aber nach Angaben von Mitgliedern der Crew jenem Russland, in dem die Geschichte spielt. Als Drehort für Jasnaja Poljana, den Wohnsitz der Tolstois, diente Schloss Stülpe in Brandenburg. Die Jagdanlage Rieseneck bei Kleineutersdorf im Saaletal südlich von Jena diente als Kulisse für Telyatinki, das Domizil der Tolstojaner.

### Budget, Finanzierung, Vertrieb
Das Budget des Films betrug rund 13 Millionen Euro. Geldgeber für das Projekt waren u. a. mehrere deutsche Filmförderungsanstalten: die Mitteldeutsche Medienförderung, das Medienboard Berlin-Brandenburg, die Filmförderungsanstalt (FFA), unterstützt wurde die Produktion außerdem vom Land Sachsen-Anhalt.
Der Film wird in Europa von Warner Bros., in den USA von SonyClassics vertrieben. Seine Premiere fand 2009 auf dem Telluride Film Festival statt. Nach mehreren weiteren Aufführungen auf Festivals wurde er im Dezember 2009 in limitierter Stückzahl in US-amerikanischen Kinos gebracht, um u. a. für die Oscarverleihung 2010 in Betracht zu kommen. Die reguläre Premiere erfolgte dann erst, wie in Deutschland, im Januar 2010.

## Kritiken
„In den Hauptrollen hervorragend gespielt, sorgfältig ausgestattet und fotografiert, porträtiert die Filmbiografie Tolstoi nicht nur als Schriftsteller, sondern auch als geistige Führungsfigur. Mit seiner Kritik an Starkult und Medienrummel schlägt der Film zugleich eine Brücke zur Gegenwart.“

„Frei von Überzeichnungen gewinnen die Figuren ihren Humor aus der anrührenden Verbissenheit, mit der sie ihren dramatischen Konflikt austragen. Das gilt auch für den als fiesen Intriganten typisierten Paul Giamatti (Chertkov) oder für den jungfräulich-naiv wirkenden James McAvoy (Bulgakov). Beide Charaktere entfalten in ihren Stereotypen vor allem humoristische Wirkung aufgrund ihrer Beständigkeit. So könnte der Film allein als Lustspiel funktionieren, wären da nicht die anderen Ziele, an denen der Film recht unentschlossen vorbeidriftet.“

„Die gedemütigte Ehefrau bedient vielmehr alle Facetten rasender Leidenschaft. So zärtlich Sofia ihrem schlafenden Mann einerseits über die Wange streicht, so furiengleich attackiert sie ihn im nächsten Moment, um dann in völliger Auflösung mit wehendem Haar erstmal ins Wasser zu gehen. Aber alles Turteln und Toben perlt an Tolstoi ab – er schleicht sich eines Nachts einfach davon und kommt nicht mehr zurück. Christopher Plummer spielt ihn als einen Mann, der weiß, dass er nicht wirklich das Richtige tut, aber doch seiner Eitelkeit erliegt.“

## Auszeichnungen und Nominierungen (Auswahl)
Beim noch jungen Internationalen Filmfest in Rom erhielt Helen Mirren für ihre darstellerische Leistung im Oktober 2009 die Auszeichnung als beste Schauspielerin. Die Jury leitete Miloš Forman 2009.
Der Film erhielt 2009 außerdem den internationalen Literaturfilmpreis der Frankfurter Buchmesse für die beste internationale Literaturverfilmung. Die Laudatio hielt Wladimir Kaminer. Die Jury lobte unter anderem, dass die historischen Figuren „vom Film zum Leben erweckt und für den heutigen Zuschauer erlebbar gemacht“ würden.
Helen Mirren und Christopher Plummer wurden für ihre Darstellung sowohl bei den Golden Globe Awards als auch bei den Screen Actors Guild Awards des Jahres 2010 als beste Hauptdarstellerin respektive bester Nebendarsteller nominiert. Bei beiden Verleihungen wurden die Auszeichnungen letzten Endes an Sandra Bullock respektive Christoph Waltz verliehen. Des Weiteren wurde Helen Mirren 2010 für den Oscar in der Kategorie Beste Hauptdarstellerin sowie Christopher Plummer als Bester Nebendarsteller nominiert.
Die Deutsche Film- und Medienbewertung FBW in Wiesbaden verlieh dem Film das Prädikat besonders wertvoll.

## Filmfehler
- Bei den Bauten ist den Filmemachern ein kleiner Fehler unterlaufen: Die Aufschriften an der Bahnstation Astapovo, in der Tolstoi verstirbt, folgen der erst 1918 eingeführten neuen russischen Rechtschreibung (beispielsweise выход, deutsch 'Ausgang' [transliteriert vychod], anstelle von выходъ [vychod’’]).
- Die mehrfach im Film gezeigte Dampflok des preußischen Typs T3 trug unverändert ihre Baureihenbezeichnung 89 aus der Reichsbahnzeit.